# Tsesarevich (couraçado)
O Tsesarevich (Цесаревич) foi um couraçado pré-dreadnought operado pela Marinha Imperial Russa. Sua construção começou em julho de 1899 na Forges et Chantiers de la Méditerranée em La Seyne-sur-Mer na França e foi lançado ao mar em fevereiro de 1901, sendo comissionado na frota russa em agosto de 1903. Era armado com uma bateria principal composta por quatro canhões de 305 milímetros montados em duas torres de artilharia duplas, tinha um deslocamento de mais de treze mil toneladas e alcançava uma velocidade máxima de dezoito nós (33 quilômetros por hora).
O Tsesarevich foi enviado para servir na China pouco depois de entrar em serviço, tendo Porto Artur como sua base de operações. Ele lutou na Guerra Russo-Japonesa a partir de 1904, sendo torpedeado e danificado durante um ataque surpresa na Batalha de Porto Artur em fevereiro. Ele foi reparado e participou em agosto da Batalha do Mar Amarelo como a capitânia do contra-almirante Wilgelm Vitgeft, que foi morto durante a batalha depois do Tsesarevich ser danificado. O couraçado passou o resto do conflito internado em Tsingtao até a guerra acabar em janeiro de 1905.
O navio foi transferido para a Frota do Báltico e fez várias viagens para o Mar Mediterrâneo pelos anos seguintes, chegando a ajudar sobreviventes do terremoto de Messina de 1908. O Tsesarevich praticamente não foi utilizado durante a Primeira Guerra Mundial, com seus marinheiros entediados juntando-se a um motim geral após o início da Revolução Russa em março de 1917. Foi renomeado Grazhdanin (Гражданин) e participou da Batalha do Estreito de Moon no final do ano. Foi então tomado pelos bolcheviques e descomissionado, sendo desmontado entre 1924 e 1925.

## Desenvolvimento
O imperador Nicolau II da Rússia desejava desde sua ascensão ao trono em 1894 que seu país adquirisse um porto de águas quentes no Oceano Pacífico. Ele finalmente alcançou esta ambição em março de 1898 quando a Rússia assinou com a China uma concessão de 25 anos de Porto Artur, na Península de Liaodong. O Japão tinha anteriormente anexado o porto e seus arredores como parte do tratado que havia concluído a Primeira Guerra Sino-Japonesa, porém a Intervenção Tripla de Rússia, França e Alemanha os forçaram a devolver o porto em troca de um aumento considerável da indenização paga pelos chineses. O Japão investiu boa parte desse dinheiro na expansão de sua frota, enquanto a Rússia iniciou um grande programa de construção próprio para defender seu porto recém-adquirido.
Os estaleiros russos estavam na época em capacidade máxima, assim o Ministério Naval decidiu decidiu encomendar navios no exterior. Especificações foram emitidas em 14 de junho de 1898 e alguns dias depois a francesa Forges et Chantiers de la Méditerranée propôs um projeto baseado no couraçado Jauréguiberry. Este foi aprovado pelo Comitê Técnico Naval com algumas mudanças que os franceses aceitaram. O general almirante grão-duque Aleixo Alexandrovich selecionou o projeto francês sobre uma proposta do Estaleiro do Báltico russo. O contrato foi assinado em 20 de julho ao custo de 30,28 milhões de francos (11,355 milhões de rublos) para entrega em 42 meses.
O elemento de projeto mais óbvio do Tsesarevich era seu casco que se afinava na linha de flutuação para cima. Isto criava algumas vantagens como maior borda livre, pois os mais estreitos conveses superiores reduziam o peso estrutural do casco da embarcação, aumentava os arcos de disparo das armas secundárias montadas nas laterais e reduzia o balanço em mares bravios. Sua maior desvantagem era a redução de flutuabilidade e estabilidade, contribuindo para uma inclinação excessiva durante viradas. Observadores japoneses durante a Batalha do Mar Amarelo em 1904 chegaram a achar que o Tsesarevich iria emborcar quando ele virou repentinamente para fora da linha de batalha.

## Projeto

### Características

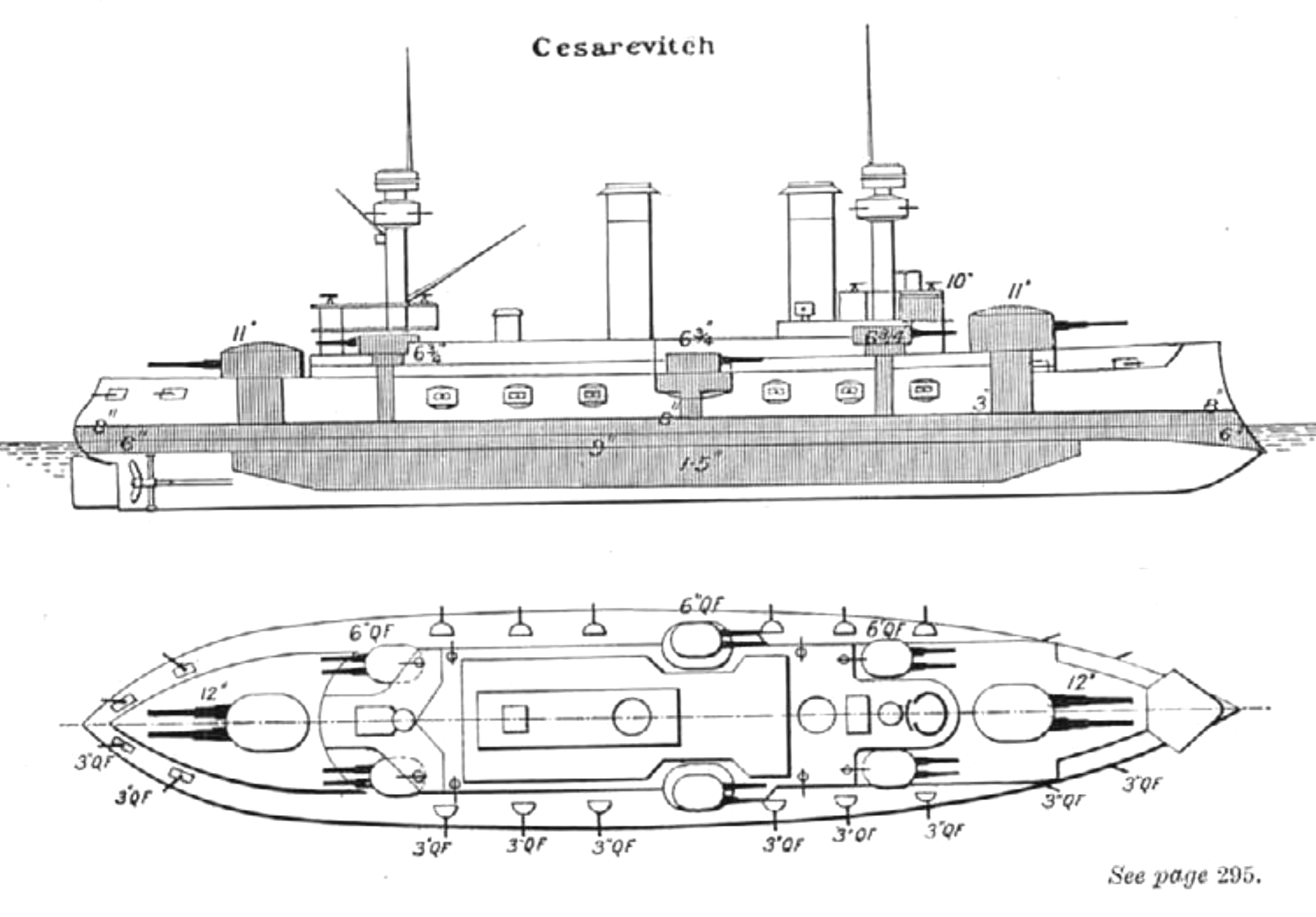
Desenho do Tsesarevich

O Tsesarevich tinha 118,5 metros de comprimento de fora a fora, uma boca de 23,2 metros e um calado de 7,92 metros. Seu deslocamento era de 13 105 toneladas. Sua tripulação era composta por 28 oficiais e 750 marinheiros.
Seu sistema de propulsão era composto por dois motores verticais de tripla-expansão. Estes eram alimentados por vinte caldeiras Belleville que funcionavam a uma pressão de 1 863 quilopascais (dezenove quilogramas-força por centímetro quadrado). As caldeiras eram equipadas com economizadores que pré-aqueciam a água. Os motores tinham uma potência indicada de 16,6 mil cavalos-vapor (12,2 quilowatts) para uma velocidade máxima de dezoito nós (33 quilômetros por hora). O navio superou sua velocidade de projeto, alcançando 18,77 nós (34,76 quilômetros por hora) a partir de 15 470 cavalos-vapor (11 375 quilowatts) durante seus testes marítimos entre julho e agosto de 1903. Carregava normalmente 810 toneladas de carvão, porém podia carregar um máximo de 1 370 toneladas. Isto permitia uma autonomia de 5,5 mil milhas náuticas (10,2 mil quilômetros) a uma velocidade de dez nós (dezenove quilômetros por hora). O Tsesarevich era equipado com seis geradores elétricos que produziam um total de 550 quilowatts de energia.

### Armamento

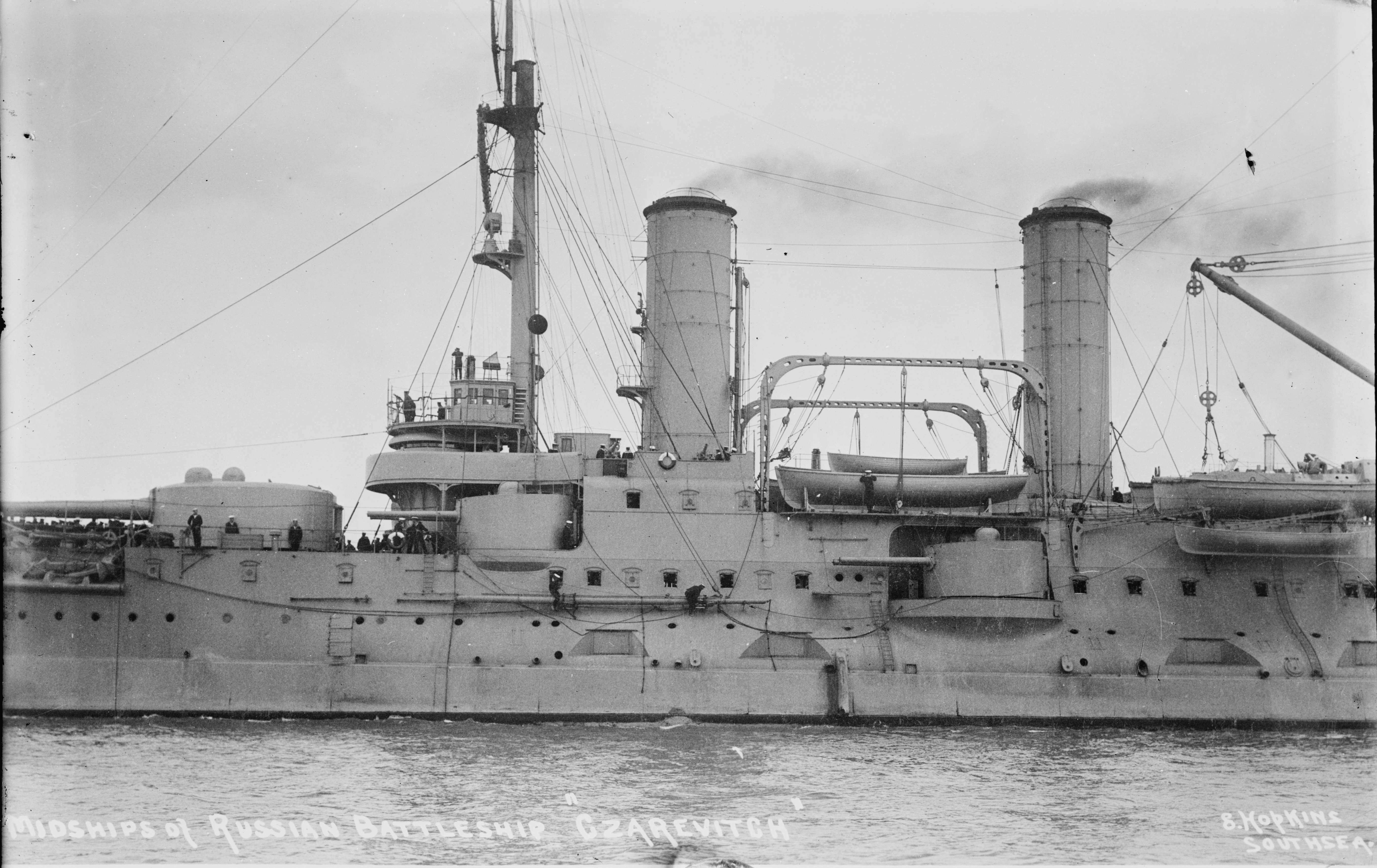
Meia-nau do Tsesarevich, mostrando a torre principal de vante e duas torres secundárias de 152 milímetros

O armamento principal do Tsesarevich consistia em quatro canhões Obukhov calibre 40 de 305 milímetros montados em duas torres de artilharia duplas giradas eletricamente, uma à vante e uma à ré da superestrutura. As armas e suas montagens foram construídas na Rússia, porém as torres em si foram feitas na França. Os canhões podiam ser recarregados em qualquer ângulo e as torres tinham um arco de disparo de 270 graus. Testes revelaram que os guindastes de munição tendiam a emperrar quando o navio balançava muito, com a Forges et Chantiers de la Méditerranée enviando novos guindastes para Porto Artur porque os russos queriam o navio o mais rápido possível no Sudeste Asiático, com eles sendo instalados em janeiro de 1904. Disparavam um projétil de 331,7 quilogramas a uma velocidade de saída de 792 metros por segundo, tendo um alcance de 14,6 quilômetros a uma elevação de quinze graus. Sua cadência de tiro era de um disparo a cada 90 a 132 segundos. Cada arma tinha à sua disposição setenta projéteis.
O armamento secundário tinha doze canhões Canet Modelo 1892 calibre 45 de 152 milímetros em seis torres de artilharia duplas, quatro em cada canto da superestrutura e duas à meia-nau. As torres dos cantos tinham um arco de 150 graus, enquanto as torres centrais tinham um arco de 180 graus. Disparavam projéteis de 41,4 quilogramas a uma velocidade de saída de 792,5 metros por segundo, tendo um alcance máximo de 11,5 quilômetros. A cadência de tiro era de dois a quatro disparos por minuto. Cada canhão tinha à sua disposição duzentos projéteis.
Havia várias armas menores para serem usadas contra barcos torpedeiros. Estas incluíam vinte canhões Canet calibre 50 de 75 milímetros, catorze dos quais ficavam em embrasuras no casco e os restantes espalhados peça superestrutura. Disparavam projéteis de 4,9 quilogramas a uma velocidade de saída de 820 metros por segundo para um alcance máximo de 6,4 quilômetros a uma elevação de treze graus. Cada arma tinha um carregamento de trezentos projéteis. Também haviam vinte canhões Hotchkiss de 47 milímetros na superestrutura. Disparavam projéteis de uma quilograma a uma velocidade de saída de 430 metros por segundo, tendo uma cadência de tiro de quinze disparos por minuto. Por fim, havia oito canhões Maxim de 37 milímetros, mas suas localizações são desconhecidas. Disparavam projéteis de 450 gramas a uma velocidade de saída de 402 metros por segundo. Também haviam quatro tubos de torpedo de 381 milímetros, dois acima da linha de flutuação na popa e proa, e dois submersos nas laterais ao lado do depósito de munição de 305 milímetros. O navio levava catorze torpedos mais 45 minas navais para proteger ancoradouros em áreas remotas.
O couraçado era equipado com dois telêmetros de coincidência Barr and Stroud britânicos para direcionar os disparos de sua bateria principal, usando duas imagens sobrepostas para se encontrar a distância até o navio inimigo. O oficial de artilharia em seguida calculava a elevação correta e desvio necessário a fim de se acertar o alvo. Ele então transmitia seus dados para cada torre de artilharia por meio de sistema de transmissão de controle de disparo eletromecânico Geisler.

### Blindagem
O Tsesarevich usava a blindagem Krupp mais moderna em uma versão do esquema de blindagem celular francês. Isto consistia em um cinturão na linha de flutuação com conveses blindados acima e abaixo. Atrás do cinturão ficavam compartimentos muito subdivididos usados principalmente para armazenar carvão. Isto tinha a intenção de manter o navio flutuando independentemente dos danos infligidos acima do convés blindado superior. O cinturão principal do couraçado tinha dois metros de altura, com 1,5 metros ficando submersos em deslocamento normal. Tinha uma espessura máxima de 250 milímetros por sessenta metros à meia-nau, gradualmente reduzindo-se para 180 milímetros direção da proa e 170 milímetros em direção da popa. O cinturão afinava-se para 170 milímetros em sua extremidade inferior à meia-nau e presumivelmente reduzia-se proporcionalmente por todo seu comprimento. Acima do cinturão havia uma camada de blindagem de 1,67 metros de altura e com espessura máxima de duzentos milímetros. Era um pouco mais curta do que o cinturão principal e sua espessura reduzia-se similarmente em direção da proa e popa. À vante tinha placas de 120 milímetros e à ré de 130 milímetros.
A blindagem das torres de artilharia principais e seus tubos de suporte era de 250 milímetros de espessura com tetos de 63 milímetros. Abaixo do convés blindado superior os tubos de suporte diminuíam em espessura para cem milímetros. As torres de artilharia secundárias tinham laterais de 150 milímetros e tetos de trinta milímetros. As laterais da torre de comando tinham 254 milímetros com teto de 63 milímetros. Seus tubos de comunicação que iam até o convés blindado superior eram protegidos por blindagem de cem milímetros. Os tubos de exaustão dentro das chaminés eram protegidos por dezenove milímetros por um convés acima do convés blindado principal.
Acima do cinturão havia um convés que corria por todo o comprimento do navio formado por placas blindadas de cinquenta milímetros de espessura colocadas sobre placas normais de dez milímetros. Na extremidade superior do convés blindado havia duas camadas de blindagem de vinte milímetros. Também corria pelo comprimento total do navio, mas não por toda sua boca, curvando-se para baixo atrás do cinturão e conectando-se com sua extremidade inferior por uma placa de vinte milímetros. Continuava além até as placas do fundo do casco e formava uma espécie de antepara antitorpedo. Esta ficava a dois metros da lateral do navio e tinha 84 metros de comprimento.

## História

### Início de serviço

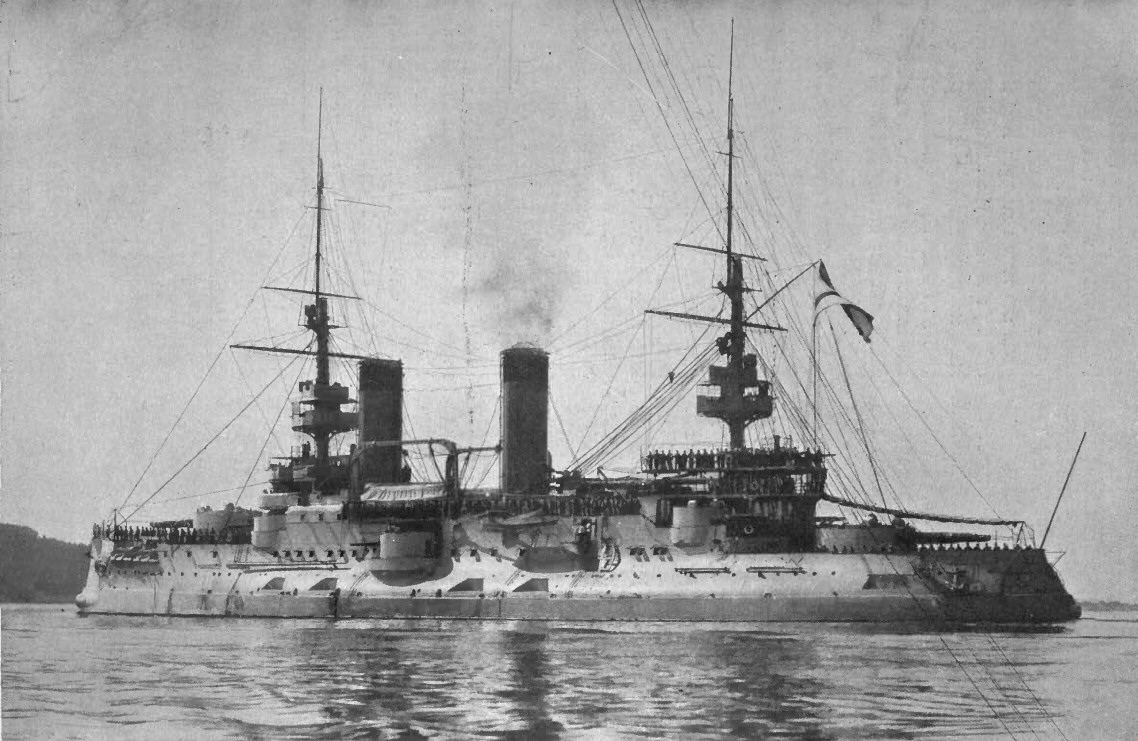
O Tsesarevich em 1904

O Tsesarevich foi nomeado em homenagem ao título do herdeiro do trono russo. A construção começou em 18 de maio de 1899 na Forges et Chantiers de la Méditerranée em La Seyne-sur-Mer, na França. O batimento de quilha ocorreu em 8 de julho e foi lançado ao mar em 23 de fevereiro de 1901. A construção foi supervisionada pelo capitão Ivan Grigorovich, que também se tornou seu primeiro oficial comandante. Foi comissionado na frota russa em 31 de agosto de 1903, chegando em Porto Artur em 2 de dezembro.
Tanto a Rússia quanto o Japão, após a vitória japonesa na Primeira Guerra Sino-Japonesa em 1895, tinham ambições sobre a Manchúria e a Coreia, resultando em tensões cada vez maiores entre os dois. Os japoneses iniciaram em 1901 negociações para reduzir essas tensões, porém o governo russo foi lento e incerto em suas respostas porque ainda não tinha decidido exatamente como resolver esse problema. O Japão interpretou isso como uma prevaricação deliberada por parte da Rússia com o objetivo de ganhar tempo a fim de completar seus programas armamentistas. A situação foi piorada pelo fato de tropas russas não terem deixado a Manchúria em 1903 como previamente prometido. O ponto sem volta para os japoneses ocorreu quando notícias surgiram que a Rússia tinha recebido concessões madeireiras no norte da Coreia e estava se recusando a reconhecer os interesses do Japão na Manchúria, ao mesmo tempo que também colocava condições sobre atividades japonesas na Coreia. Estas ações fizeram o governo japonês decidir em dezembro de 1903 que uma guerra era inevitável. A Esquadra do Pacífico, enquanto as tensões com o Japão cresciam, começou a atracar do lado de fora do porto de Porto Artur durante a noite a fim de reagir mais rapidamente caso os japoneses tentassem invadir e desembarcar tropas na Coreia.

### Guerra Russo-Japonesa

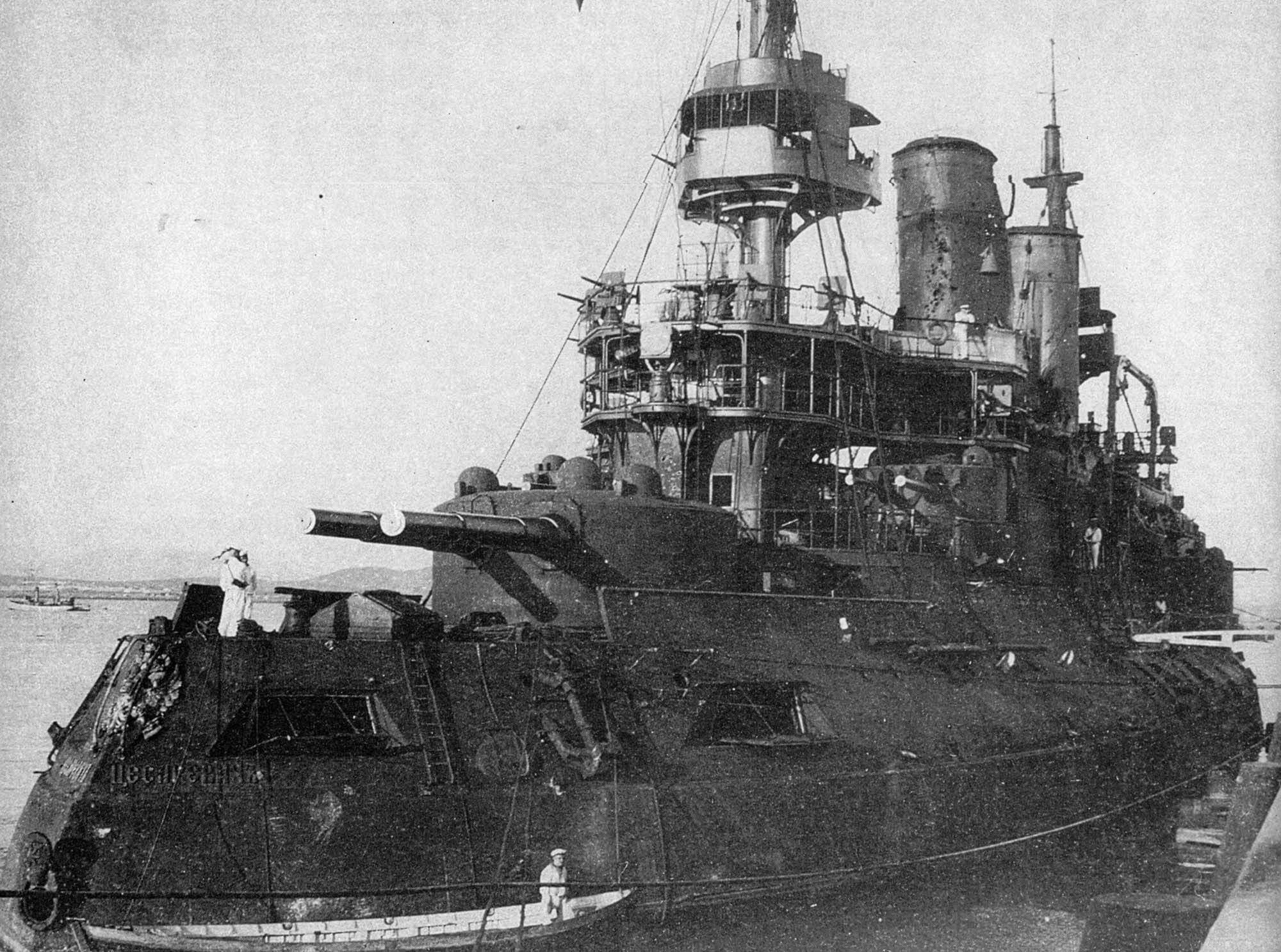
O Tsesarevich atracado em Tsingtao depois da Batalha do Mar Amarelo

Os japoneses realizaram um ataque surpresa contra a frota russa em Porto Artur na noite de 8 para 9 de fevereiro de 1904. O Tsesarevich foi um de três navios russos acertados por torpedos durante o ataque inicial. O acerto foi à ré da antepara antitorpedo de bombordo e o couraçado ficou com um adernamento de dezoito graus que foi parcialmente corrigido depois por meio de contra-inundações nos compartimentos de estibordo. Conseguiu sair navegando, mas encalhou na entrada do porto. Foi reflutuado e levado para dentro do porto, com os reparos durando até 7 de junho. Algumas de suas armas foram desembarcadas durante esse período com o objetivo de reforçar as defesas do porto. No total, foram removidos quatro canhões de 75 milímetros, dois de 47 milímetros e dois de 37 milímetros. Foi atingido duas vezes em 7 de agosto por projéteis japoneses de 120 milímetros disparados de longa-distância; um fragmento de um deles feriu levemente o contra-almirante Wilgelm Vitgeft, o comandante da Esquadra do Pacífico.
Os russo fizeram uma surtida para fora de Porto Artur em 10 de agosto em uma tentativa de furar o bloqueio japonês e chegar em Vladivostok. A esquadra era formada pela capitânia Tsesarevich mais os couraçados Retvizan, Pobeda, Peresvet, Sebastopol e Poltava, quatro cruzadores protegidos e oito contratorpedeiros. A frota japonesa sob o comando do vice-almirante Tōgō Heihachirō tinha os couraçados Mikasa, Asahi, Fuji e Shikishima, os cruzadores blindados Nisshin e Kasuga e sete cruzadores protegidos.
O Tsesarevich e o Pobeda tiveram problemas mecânicos uma hora depois de partirem, forçando a frota a reduzir a velocidade para treze nós (24 quilômetros por hora). Foram avistados às 12h25min, mas os japoneses não conseguiram "cruzar o T" russo. A Batalha do Mar Amarelo começou uma hora depois com os japoneses concentrando seus disparos no Tsesarevich e Retvizan. Os disparos eficazes dos russos forçaram os japoneses a recuarem às 15h20min, mas estes se aproximaram novamente duas horas depois e voltaram a disparar às 17h35min. Nenhum dos lados foi capaz de ferir mortalmente o outro e restava aproximadamente meia-hora de luz do dia quando o Asahi acertou dois projéteis de 305 milímetros à ré da torre de comando do Tsesarevich às 18h40min. Estilhaços rebateram no teto da torre e mataram Vitgeft, dois oficiais e o timoneiro. O navio virou bruscamente para bombordo com o timão emperrado e rapidamente se tornou o foco dos disparos de todas as embarcações japonesas, assim o Retvizan decidiu avançar contra a linha de batalha japonesa com o objetivo de dar tempo para os problemas de direção do Tsesarevich serem consertados. Isto pode ser feito e o contra-almirante príncipe Pavel Ukhtomski, segundo em comando da esquadra, gradualmente conseguiu organizar seus navios e ordenou que voltassem para Porto Artur na escuridão.
O Tsesarevich tentou continuar seguindo para Vladivostok, porém suas chaminés danificadas aumentaram seu consumo de carvão e reduziram sua velocidade para  seis nós (onze quilômetros por hora), assim acabou forçado a seguir para a concessão alemã de Tsingtao com três contratorpedeiros. Chegou no dia seguinte e as quatra embarcações foram desarmadas e internadas. O couraçado foi atingido ao todo por treze projéteis de 305 milímetros e dois de 203 milímetros, causando doze mortos e 47 feridos.

### Resto de carreira

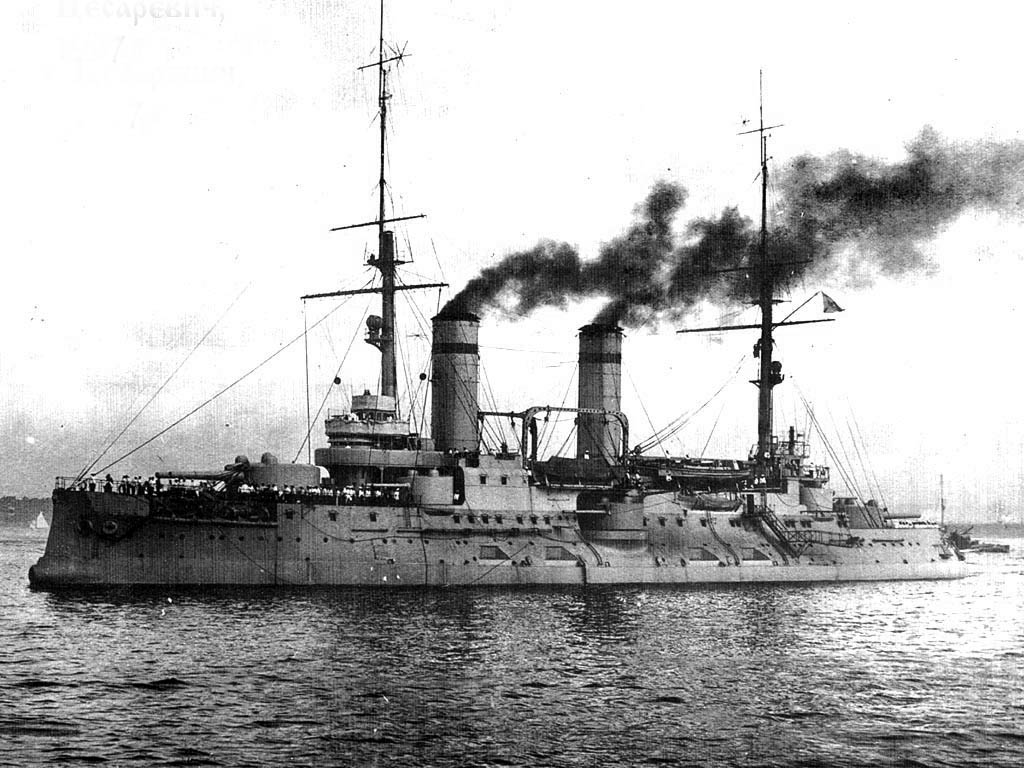
O Tsesarevich c. 1912–1914

O navio foi pode voltar para casa depois do fim da guerra e foi transferido para a Frota do Báltico no início de 1906, ajudando a subjugar a Revolta de Sveaborg em 1º de agosto do mesmo ano. Sua gávea foi removida ainda por volta de 1906, enquanto sua superestrutura foi cortada e reduzida. Os canhões de 75 milímetros na superestrutura aparentemente foram removidos também. O Tsesarevich fez cruzeiros regulares para o Mar Mediterrâneo pelos anos seguintes, durante um destes ajudando os sobreviventes do terremoto de Messina de 1908. Seus maquinários foram reformados entre 1909 e 1910 e suas embrasuras de meia-nau para as armas de 75 milímetros foram removidas e fechadas quatro anos depois. O Primeira Guerra Mundial começou em 1914, mas o couraçado pouco fez nos primeiros anos de conflito. Supostamente recebeu dois canhões antiaéreos de 37 milímetros durante esse período.
Seus tripulantes juntaram-se em 16 de março de 1917 ao motim geral da Frota do Báltico depois de serem informados sobre o início da Revolução Russa em Petrogrado. Foi renomeado em 13 de abril para Grazhdanin (Гражданин). O navio participou em outubro da Batalha do Estreito de Moon, enfrentando no dia 17 draga-minas alemães enquanto o Slava enfrentava os dreadnoughts SMS König e SMS Kronprinz. Este último chegou a disparar contra o Grazhdanin e o acertou duas vezes, matando um tripulante e ferindo outros quatro, porém os acertos não casaram grandes danos. O navio foi forçado a recuar e abandonar o Estreito de Moon diante da esmagadora pressão alemã. Foi tomado pelos bolcheviques em dezembro em Kronstadt, sendo tirado de serviço em maio de 1918. Começou a ser desmontado em 1924, mas só foi ser oficialmente removido do registro naval em 21 de novembro de 1925.